# Hadrodontes vologeses
Hadrodontes vologeses är en fjärilsart som beskrevs av Paul Mabille 1876. Hadrodontes vologeses ingår i släktet Hadrodontes och familjen praktfjärilar. Inga underarter finns listade i Catalogue of Life.